# 克爾納韋
克爾納韋，或譯為克拿維，為位於立陶宛共和國希尔温托斯区的一個小城鎮，在首都维尔纽斯西北方約35公里處，以豐富的歷史遺跡而聞名。
人類在克爾納韋定居的歷史可追溯至一萬年前，從史前時代至14世纪間，在内里斯河沿岸的山丘與山谷間有人居住，由定居點逐漸發展成城鎮。克爾納韋在1279年至1321年為立陶宛大公国的都城，1321年後仍為重要城鎮，直到1390年被徹底破壞後廢棄，此遺跡即為今日的克拿維考古遺址。克拿維考古遺址以史前時代至中世紀的歷史遺跡文明，被譽為「立陶宛的特洛伊」，現僅開挖出遺跡的一小部分，但已出土超過16,000件具歷史價值的文物。克拿維考古遺址以其超過一萬年的歷史，有眾多具歷史價值的出土文物，在2004年被聯合國教科文組織列為世界遺產。

## 歷史
旧石器时代後期，第一批斯威德里亞文化的人們約西元前9,000年至西元前8,000年間抵達克爾納韋，於内里斯河畔的帕豪塔山谷（Pajauta Valley）活動。在新石器时代（西元前5,000年到西元前3,000年），隨著動物被馴化，以及人們開始種植農作物，人們在此建立永久定居點，在考古挖掘中發現燧石箭頭、石製的刀具，證明了當時人類生活的足跡。在青铜时代（西元前2,000年到西元前1,000年），當時發展出陶器文化，成為波羅的海文化的中心。考古挖掘中發現當時有三種類型的墓葬，其中發現火葬屍體被埋在小坑、粘土甕或堆積的石頭堆下。在铁器时代（西元1世紀），當地人口逐漸增加，人們主要從事農業和畜牧業，考古挖掘中發現鐵製農具和武器。另外，也發現161年至180年羅馬帝國皇帝馬爾庫斯·奧列里烏斯執政時期發行的銀幣，證明當地與羅馬帝國及其行省的貿易關係。
中世纪時期，在西元4至7世紀民族大遷徙期間，當地居民經常受到攻擊，被迫遷往山丘堡壘，防禦變得越來越重要。西元12至13世紀間，城市逐漸形成；1269年至1282年立陶宛大公特莱德尼斯執政期間，克爾納韋成為立陶宛國家重要的政治與經濟中心。克爾納韋在1279年至1321年為立陶宛大公国的都城，後都城遷移至特拉凱，1323年再遷至维尔纽斯，但克爾納韋仍為重要城鎮。克爾納韋為都城期間，立陶宛大公住在奧庫羅山丘（Aukuro Hill）上的城堡，此山丘與周邊高度差（地形突起度）為13至14公尺，城堡周圍多居住工匠，此稱為克爾納韋上城（Upper Kernavė）；帕豪塔山谷中的城鎮則居住許多工匠和商人，稱為克爾納韋下城（Lower Kernavė）。當時克爾納韋以手工藝品聞名，也是著名的貿易中心，與俄羅斯的基輔，甚至西欧和近東均有貿易往來。
克爾納韋最早出現在歷史文獻上的記載為1279年，在此時克爾納韋遭受条顿骑士团的包圍。當時立陶宛大公國主要信奉立陶宛當地的多神教，被視為異教徒，因而遭受「北方十字軍」的攻擊，克爾納韋多次被劫掠。1390年，條頓騎士團進攻克爾納韋，城鎮被徹底摧毀，撤退的居民將城堡破壞，之後的居民在舊城的北邊不遠處建立了新市鎮。舊城遺跡後來逐漸被沖積土層覆蓋，內部有相當多的文物被保存下來，因此成為考古學家的寶庫，又被稱為「立陶宛的特洛伊」，例如考古挖掘發現已知最古老的水下秘密道路「Kūlgrinda」（立陶宛语）。
在新市鎮中，立陶宛大公维陶塔斯於1420年建立了當地第一座基督教教堂，並強制居民放棄原先的多神教信仰，該教堂今日僅剩下基礎部分的遺跡。1613年，克爾納韋被標記在立陶宛大公國的地圖《Magni Ducatus Lithuaniae, et Regionum Adiacentium exacta Descriptio》當中。19世紀中，克爾納韋舊城遺址受到對立陶宛歷史感興趣的研究人員的關注，作家費利克斯·伯納托維奇在1826年出版，以波蘭文撰寫的小說《Pojata, córka Lizdejki》中描繪了該地區，之後1859年瓦迪斯瓦夫·西羅科姆拉等人展開考古挖掘工作。1920年，在另一座建於1739年的教堂遺址旁，建立了一座新的哥特式教堂「克爾納韋聖母聖衣教堂」（Church of Our Lady of the Scapular in Kernavė）。
克拿維考古遺址從1979年起，在维尔纽斯大学有系統的考古挖掘下，該遺跡的全貌才逐漸展露出來。1989年，克爾納韋國家考古和歷史博物館成立；2003年，克爾納韋國家文化保護區成立。現今在克爾納韋遺跡中已挖掘出超過16,000件具有歷史價值的文物，但僅挖出整個遺跡的一小部分。
在歷史上，克爾納韋曾經被稱為Kernavos、Kernovo、Kiernowo、Kiernów（波兰语），以及Kernuvke（意第緒語）等名稱。

## 地理
克爾納韋位於立陶宛希尔温托斯区，在首都维尔纽斯西北方約35公里處，位於内里斯河北岸，2015年人口為458人。從維爾紐斯經A1公路或A2公路，再轉108號或116號道路即可到達。克拿維考古遺址位於城鎮的南邊，其沿著内里斯河北岸延伸約3公里（p. 36）。

## 管理與活動

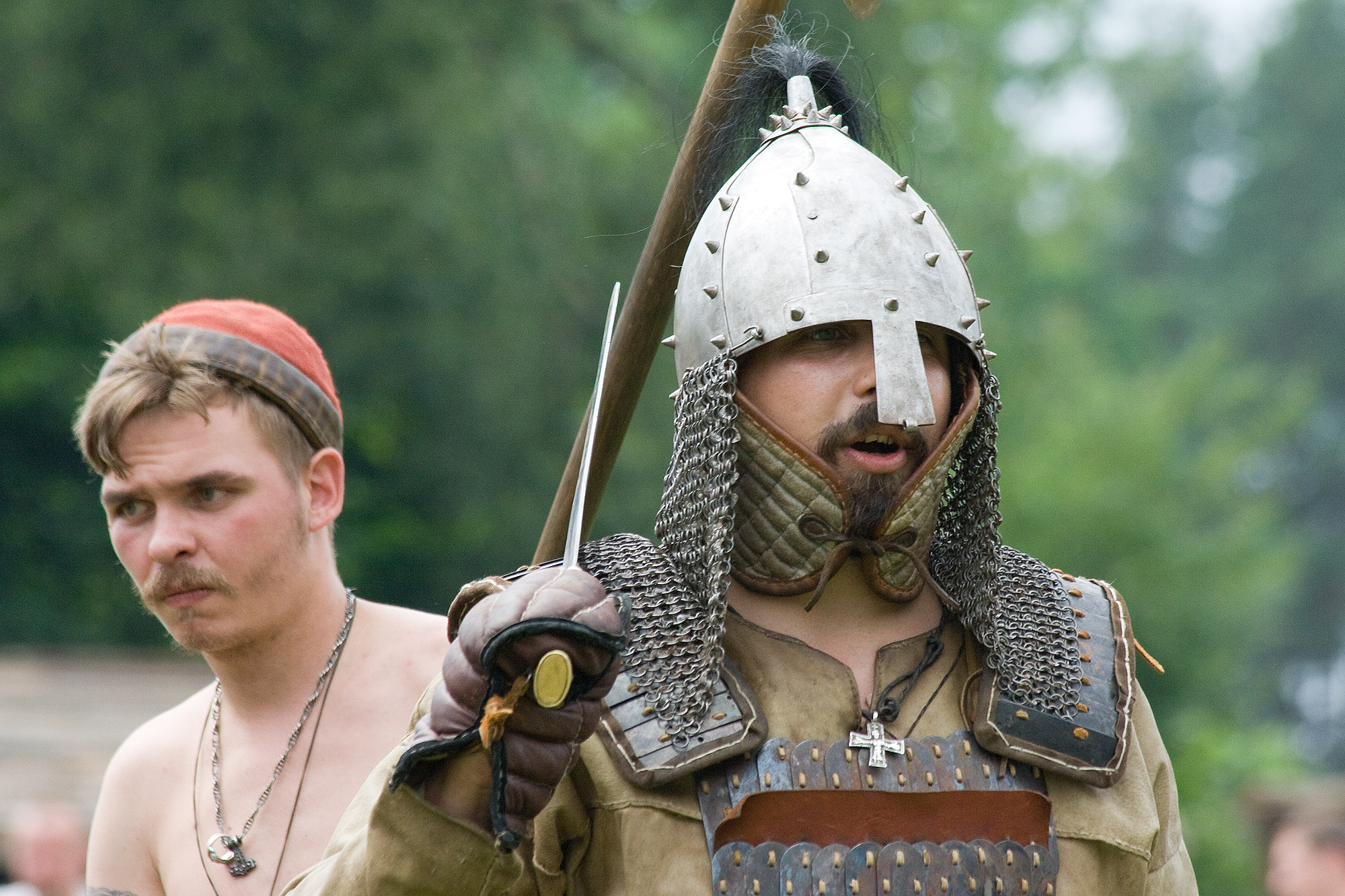
克爾納韋於2008年7月舉行的國際考古節重現中世紀時的景象

### 保護管理
克拿維考古遺址（克拿維文化保護區）內有15處考古遺跡和3處歷史遺跡，這些遺跡被列入立陶宛文化財產，由克爾納韋國家文化保護區管理局負責管理。保護區內受到立陶宛共和國領土保護法、不可移動文化遺產保護法、土地法、建築法、領土規劃法，以及文化保護區法等法規保護，限制區內的商業活動，科學研究與參觀目的的活動則獲批准後可進行場地改建。2005年，立陶宛政府通過文化保護緩衝區條例；2009年，通過文化保護區特別計畫；2011年，文化保護區被授予加強保護地位，此為符合1999年通過的《1954年海牙公約第二次議定書》。

### 活動
克爾納韋夏天有許多慶典活動，如每年6月24日的聖約拿節（仲夏節），有音樂節和慶祝活動。仲夏節在當地稱為「Rasos」，在日落時分和整個夜晚，人們在帕豪塔山谷點燃篝火，圍繞篝火跳舞和唱歌，並將野花花環放在内里斯河漂流，尋找蕨類植物並迎接旭日東升。這個已有半世紀歷史的儀式，在蘇聯統治時代由大學生興起，不僅喚醒了對民族認同的意識，也表達了對當時專制政權的反抗。如今成為仲夏節最受歡迎的慶祝活動之一。
另外考古探險已經舉辦了20多年，有立陶宛和外國的考古學家、學生參加。再者，7月6日為明道加斯加冕日（立陶宛建國日），為該國公眾假日，克爾納韋亦有慶祝活動。此節日紀念明道加斯大公於1253年7月6日加冕為立陶宛國王，成為立陶宛歷史上第一位也是唯一的國王，立陶宛當時首次被承認為一個主權國家。

## 世界遺產登錄
2004年6月至7月，第28屆世界遺產委員會會議於中华人民共和国苏州市召開，由立陶宛申報的項目「克拿維考古遺址」經大會通過，成為立陶宛第三個文化遺產，世界遺產編號為1137。
| 世界遺產編號 | 名稱           | 所在地             | 座標                  | 保護範圍  | 緩衝範圍    |
| ------------ | -------------- | ------------------ | --------------------- | --------- | ----------- |
| 1137         | 克拿維考古遺址 | 立陶宛希尔温托斯区 | 54°53'16"N 24°49'50"E | 194.4公頃 | 2,455.2公頃 |

该世界遗产被认为满足世界遺產登錄基準中的以下基準而予以登錄：
- （iii）呈现有关现存或者已经消失的文化传统、文明的独特或稀有之证据。
- （iv）关于呈现人类历史重要阶段的建筑类型，或者建筑及技术的组合，或者景观上的卓越典范。

## 外部連結
- 克爾納韋的Facebook專頁
- 克爾納韋的Instagram帳戶
- （立陶宛文）（英文）克爾納韋官方網站 （页面存档备份，存于）